# Richard Austin Freeman
Richard Austin Freeman (* 11. April 1862 in Marylebone, London, England; † 28. September 1943 in Gravesend, Grafschaft Kent, England) war ein britischer Kriminalschriftsteller. Er schrieb seine Romane und Kurzgeschichten auch unter dem Kürzel R. Austin Freeman, Austin Freeman und unter dem Pseudonym Clifford Ashdown.

## Leben und Wirken
Richard Austin Freeman war der jüngste Sohn von fünf Kindern des Schneiders Richard Freeman und seiner Ehefrau Ann Maria Dunn. 1880 machte R. Austin Freeman eine Ausbildung zum Apotheker und begann anschließend ein Medizinstudium im Middlesex Hospital in London, das er 1886 mit dem Erwerb des Master of the Royal College of Surgeons abschloss. Als frisch promovierter Arzt heiratete er 1887 Annie Elizabeth, mit der er zwei Söhne hatte. Anschließend ging er als junger Arzt in die westafrikanische Gold-Coast-Kolonie (dem heutigen Ghana) nach Accra. Dort begleitete er 1888 bis 1889 im Auftrag der britischen Regierung als Arzt und Navigator eine Expedition in die Ashanti Region und in das Stammesgebiet der Bontuku. Über diese Expedition schrieb er das Buch Travels and Life in Ashanti and Jaman das 1898 veröffentlicht wurde. Während dieser Expedition wurde er mit Malaria infiziert. Sein Gesundheitszustand verbot den weiteren Aufenthalt in Afrika. Als Invalide kehrte Freeman 1891 nach London zurück. Er siedelte sich mit seiner Familie in Gravesend, Grafschaft Kent, an und praktizierte dort als Arzt.
Als Mediziner fand er nur mühsam ein Auskommen. Zunehmend widmete er sich deshalb der Schriftstellerei. Unter dem Pseudonym Clifford Ashdown und in Zusammenarbeit mit einem Freund, dem Gefängnisarzt und Anwalt John James Pitcairn (1860–1936), erschien 1902 sein erster Roman The Adventures of Romney Pringle. R. Freeman veröffentlichte 1907 seinen ersten, ohne Zusammenarbeit entstandenen Kriminalroman The Red Thumb Mark. Dieser Roman war der erfolgreiche Start der Dr.-Thorndyke-Reihe und zugleich der meistgekaufte Kriminalroman dieser Serie. Mit seinem Protagonisten, dem Gerichtsmediziner Dr. John Evelyn Thorndyke, ließ Freeman seine naturwissenschaftliche Bildung einfließen, die er geschickt mit dem zeitgenössischen kriminalistischen Wissen verknüpfte. Sachliche Schlussfolgerungen kann seine Romanfigur Thorndyke stets mit soliden Beweisen untermauern, die er sich in langwieriger und komplizierter Laborarbeit, über die er sein Publikum ausgiebig informiert, verschafft hat. Pearson’s Magazine veröffentlichte einige Freeman's-Kurzgeschichten, einschließlich The Case of Oscar Brodski (1912). Ein klassisches Beispiel einer invertierten Detektivgeschichte, in der dem Leser zu Beginn die Figur des Täters dargestellt wird. Diese Kurzgeschichte diente auch als eine Filmvorlage für die Serie Detektive, die 1964 hergestellt wurde.
Während des Ersten Weltkrieges diente er als Captain in dem Royal Army Medical Corps in Maidstone, Kent. In dieser Zeit war er weiter als Schriftsteller tätig. Nach dem Krieg verlagerte Freeman sein Interesse und wurde Mitglied der „Eugenics Society“ (Eugenetik), einer der zahlreichen Gesellschaften, die eine Vorherrschaft der „rassisch reinen Angelsachsen“ forderte. Unter diesem Gesichtspunkt schrieb Freeman 1921 das Buch Social Decay and Regeneration. Freeman tadelte die industrielle Revolution als Ursache eines angeblichen völkischen Niedergangs und favorisierte die Rückkehr zu einer gesunden, bäuerlich geprägten Gesellschaftsordnung. Bis 1942 schrieb R. Freeman weitere dreißig Romane und Kurzgeschichtensammlungen.
R. Austin Freeman starb am 28. September 1943 in seinem Haus in Gravesend.

## Bibliographie

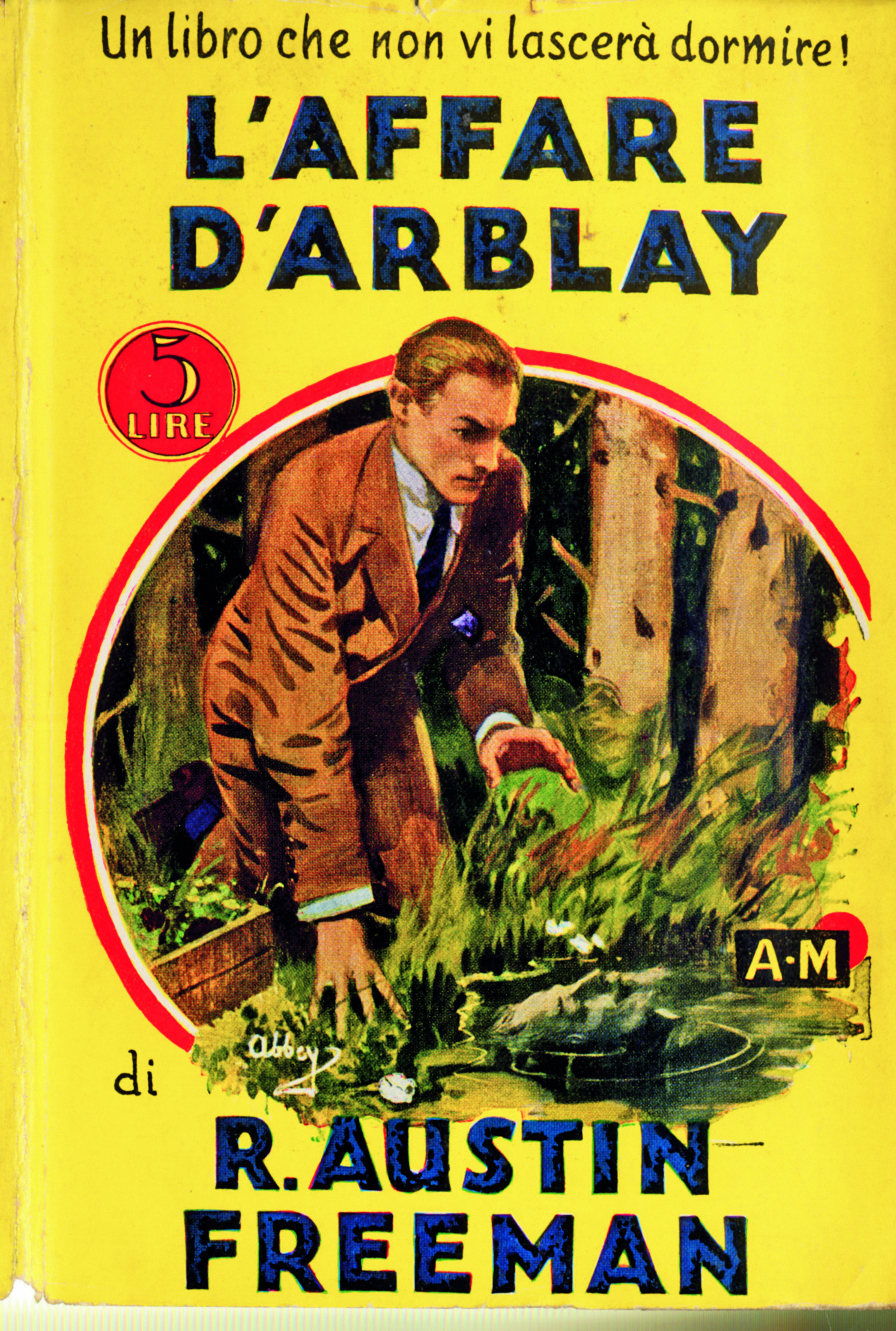
Richard Austin Freeman – The D'Arblay Mystery – The Gialli Mondadori 1931

- Travels and Life in Ashanti and Jaman (1898)
- Social decay and regeneration (1921)

### Dr. Thorndyke-Romane
- The Red Thumb Mark (1907)
- The Eye of Osiris (1911)
- The Mystery of 31, New Inn (1912)
- A Silent Witness (1914)
- Helen Vardon's Confession (1922)
- The Cat's Eye (1923)
- The Mystery of Angelina Frood (1924)
- The Shadow of the Wolf (1925)
- The D'Arblay Mystery (1926)
- A Certain Dr Thorndyke (1927)
- As a Thief in the Night (1928)
- Mr Pottermack's Oversight (1930)
- Pontifex, Son and Thorndyke (1931)
- When Rogues Fall Out (1932)
- Dr Thorndyke Intervenes (1933)
- For the Defence: Dr Thorndyke (1934)
- The Penrose Mystery (1936)
- Felo de se? (1937)
- The Stoneware Monkey (1938)
- Mr Polton Explains (1940)
- The Jacob Street Mystery (1942)

### Dr. Thorndyke-Kurzgeschichten (Auswahl)
- The Case of Oscar Brodski, deutsch: Der Fall Oscar Brodski. In: Mary Hottinger: Mehr Morde, 14. Auflage 1961, ISBN 3-257-20031-5
- A Case of Premeditation
- The Echo of a Mutiny
- A Wastrel's Romance
- The Stranger's Latchkey
- The Anthropologist at Large
- The Blue Sequin
- The Mandarin's Pearl
- The Aluminium Dagger
- The Magic Casket
- The Case of the White Footprints
- The New Jersey sphinx
- The Touchstone
- A Fisher of Men
- The Stolen Ingots
- The Funeral Pyre
- The Puzzle Lock
- The Green Check Jacket
- The Seal of Nebuchadnezzar
- A Mystery of the Sand-hills
- The Apparition of Burling Court
- The Mysterious Visitor
- The Magic Casket
- The Contents of a Mare's Nest
- The Stalking Horse

### Sonstige Romane und Kurzgeschichten
Alle Romane und Kurzgeschichten unter dem Pseudonym Clifford Ashdown wurden in Zusammenarbeit mit Dr. John Pitcairn geschrieben.
- The Adventures of Romney Pringle, by Clifford Ashdown (1902)
- The Further Adventures of Romney Pringle, by Clifford Ashdown (1903)
- From a Surgeon's Diary, by Clifford Ashdown (1904–1905)
- The Golden Pool: A Story of a Forgotten Mine (1907)
- The Unwilling Adventurer (1913)
- The Uttermost Farthing (1913), published in the USA as A Savant's Vendetta
- The Exploits of Danby Croker (1916)
- The Great Portrait Mystery (1918)
- The Surprising Experiences of Mr Shuttlebury Cobb (1927)
- Flighty Phyllis (1928)
- The Queen's Treasure, by Clifford Ashdown (1975)